# Saldón
Saldón es un municipio y localidad española de la provincia de Teruel, en la comunidad autónoma de Aragón. El término municipal, ubicado en la comarca de la Sierra de Albarracín, tiene una población de 26 habitantes (INE 2024).

## Geografía
El municipio tiene un área de 28,37 km². Se encuentra enclavado a las faldas de la sierra de Albarracín, a una altitud de 1395 m sobre el nivel del mar.

## Historia
El 21 de junio de 1257, por privilegio del rey Jaime I dado en Teruel, este lugar pasa a formar parte de Sesma de Jabaloyas en la Comunidad de Santa María de Albarracín, que dependían directamente del rey, perdurando este régimen administrativo siendo la única que ha permanecido viva tras la aplicación del Decreto de Disolución de las mismas, en 1837, teniendo su sede actual en Tramacastilla.
A mediados del siglo XIX, el lugar tenía contabilizada una población de 254 habitantes. Aparece descrito en el decimotercer volumen del Diccionario geográfico-estadístico-histórico de España y sus posesiones de Ultramar de Pascual Madoz de la siguiente manera:

SALDON: l. con ayunt. en la prov. de Teruel (5 leg.), part. jud. y dióc. de Albarracin (3), aud. terr. de Zaragoza (37) y c. g. de Aragon. sit. en terreno despejado á la falda de un cerro; el clima si bien frio es muy sano. Se compone de 65 casas de mediana construccion; una escuela de instruccion primaria concurrida por 18 niños; igl. parr. (San Bartolomé) servida por un cura de entrada y de concurso y provision ordinaria, y un cementerio que en nada perjudica á la salud publica. Confina el térm. por el N. con el de Albarracin; E. Bezas; S. Valdecuenca, y O. Terriente; hay en él varios manantiales de escelentes aguas. El terreno es llano, todo de secano pero de buena calidad; teniendo algunos montes bajos cubiertos de sabinas y chaparros. Los caminos son de herradura y conducen á los pueblos inmediatos. El correo se recibe de Albarracin. prod.: trigo morcacho, centeno, cebada, avena, yeros y lentejas; hay ganado lanar y cabrio, y caza de conejos, liebres y perdices. pobl.: 64 vec., 254 alm. riqueza imp.: 64,859 rs.
(Madoz, 1849, p. 693)

## Demografía
Saldón cuenta con una población de 26 habitantes (INE 2024).
| Gráfica de evolución demográfica de Saldón entre 1842 y 2021                                                        |
| |
| Población de derecho según los censos de población del INE Población de hecho según los censos de población del INE |

## Administración y política
| Período   | Alcalde               | Partido |  |
| --------- | --------------------- | ------- |  |
| 1979-1983 | Enrique Romero Valero | UCD     |  |
| 1983-1987 | Eduardo Sánchez Marco | PSOE    |  |
| 1987-1991 | Eduardo Sánchez Marco | PSOE    |  |
| 1991-1995 | Eduardo Sánchez Marco | PSOE    |  |
| 1995-1999 | Eduardo Sánchez Marco | PSOE    |  |
| 1999-2003 | Eduardo Sánchez Marco | PSOE    |  |
| 2003-2007 | Eduardo Sánchez Marco | PSOE    |  |
| 2007-2011 | Eduardo Sánchez Marco | PSOE    |  |
| 2011-2015 | Eduardo Sánchez Marco | PSOE    |  |
| 2015-2019 | Eduardo Sánchez Marco | PSOE    |  |

| Partido político    | Partido político                                   | 2003   | 2007   | 2011   | 2015   | 2019   | 2023   |
| Partido político    | Partido político                                   | Ediles | Ediles | Ediles | Ediles | Ediles | Ediles |
|                     | Partido de los Socialistas de Aragón (PSOE-Aragón) | 1      | 1      | 1      | 1      | 1      | —      |
|                     | Partido Aragonés (PAR)                             | —      | —      | —      | —      | —      | —      |
|                     | Partido Popular de Aragón (PP)                     | —      | —      | —      | —      | —      | 1      |
| Total de concejales | Total de concejales                                | 1      | 1      | 1      | 1      | 1      | 1      |

## Patrimonio
- Iglesia parroquial católica de la Asunción, del siglo XVI.